# Алекса Матић (фудбалер, 1996)
Алекса Матић (Сомбор, 12. март 1996) српски је фудбалер који тренутно наступа за Слогу из Пожеге.

## Каријера
Матић је наступао за млађе категорије суботичког Спартака с којим је потписао стипендијски уговор. Кратко је био уступљен војвођанском српсколигашу Палићу. Пред крај такмичарске 2013/14. у Суперлиги Србије прикључен је раду с првим тимом. Током лета 2014. такође је тренирао с екипом, а затим је две сезоне провео је на позајмици у екипи локалне Бачке 1901. По повратку у матични клуб, кратко је тренирао с екипом, после чега је напустио Спартак. Убрзо је прешао у Слогу из Чонопље, члана тадашње Војвођанске лиге Север. Одатле је каријеру наставио у БСК-у из Батајнице чији је члан био неколико месеци током 2017. Лета исте године отишао је у Спишку Нова Вес и за клуб из тог града наступао у Другој лиги Словачке. Почетком следеће календарске године тренирао је с екипом Крупе.
Нешто касније је приступио Будућности из Добановаца. Вратио се у суботички Спартак где је тренирао током лета 2018. Одатле је прешао у Смедерево, а затим у екипу Дунава из Старих Бановаца. Остатак календарске 2019. провео је у Радничком 1912. Кратко је био члан и екипе ГФК Јагодине, за коју је одиграо тек неколико утакмица, пошто је услед ванредног стања због пандемије ковида 19 сезона 2019/20. прекинута. Његов тим је након 17 одиграних кола био први на табели Српске лиге Исток. Исте године је потписао уговор с Лозницом. Клуб је напустио током зимске паузе у сезони 2021/22, после нешто више од 50 утакмица у Првој лиги Србије. Прикључио се екипи Феникса 1995 чији је дрес носио до краја исте такмичарске године. Након тога је годину дана носио дрес екипе Будућност Крушик из Ваљева. У такмичарској 2023/24. постао је фудбалер пожешке Слоге.

## Трофеји и награде
Смедерево
- Српска лига Запад : 2018/19.[32]

ГФК Јагодина
- Српска лига Исток : 2019/20.[25]